# Opera creativa

L'opera creativa (anche opera dell'ingegno di carattere creativo (art. 1 e 2 LdA e 2575 CC)), è l'oggetto tutelato dalla legge sul diritto d'autore.
"Formano oggetto del diritto di autore le opere dell'ingegno di carattere creativo che appartengono alle scienze, alla letteratura, alla musica, alle arti figurative, all'architettura, al teatro e alla cinematografia, qualunque ne sia il modo o la forma di espressione." (art. 2575 CC)
La protezione del diritto d'autore ha due scopi: innanzitutto favorisce e incentiva il lavoro e gli investimenti volti alla realizzazione e alla diffusione delle opere, garantendo la libera circolazione delle informazioni e delle idee in esse contenute; in secondo luogo permette di riconoscere all'autore la proprietà intellettuale dei risultati del lavoro creativo. Il riconoscimento dell'opera d'ingegno è possibile grazie a due caratteristiche fondamentali: la sua creatività e l'esteriorizzazione di essa.
"Il carattere creativo va inteso come manifestazione di un talento espressivo e non come manifestazione di una pura abilità tecnica." (art. 2575 CC)
Il carattere creativo viene ricondotto ai concetti di:
- originalità intesa come il “risultato di un'attività dell'ingegno umano” non banale: l'opera è originale in quanto costituisce il risultato di una elaborazione intellettuale che riveli la personalità dell'autore.
- novità intesa come “novità di elementi essenziali e caratterizzanti” tali da distinguere l'opera da quelle precedenti (novità in senso oggettivo). La conseguenza di tale orientamento è il ritenere tutelabili esclusivamente le sole opere nuove, che si differenziano dalle opere preesistenti, e che raggiungano una determinata soglia espressiva.[4]

## La tipologia dell'opera dell'ingegno
La distinzione tipica del diritto d'autore fa riferimento al connubio tra Corpus mysticum e corpus mechanicum. In altre parole, il contenuto intellettuale e il supporto materiale costituiscono un'unica realtà, composta da entrambi gli elementi.
Requisito fondamentale affinché il frutto dell'ingegno umano possa essere protetto dagli strumenti del diritto d'autore è l'appartenenza dell'opera a determinati campi dell'arte o della cultura. L'articolo 1 della legge sul diritto d'autore (art.1 LdA) li indica con precisione e rigore: letteratura, musica, arti figurative, architettura, teatro e cinematografia. Più precisamente, l'articolo 2 della legge 633/1941 (art.2 Lda) elenca una serie di opere protette dalla legge sul diritto d'autore:
1) "Opere letterarie, drammatiche, scientifiche, didattiche, religiose, sia in forma scritta sia orale";
In questa categoria rientrano quelle opere destinate ad essere lette, anche se il criterio discriminante sembra essere la parola - scritta e/o parlata.
2) "Opere e composizioni musicali, con o senza parole, le opere drammatico - musicali e le variazioni musicali costituenti di per sé opera originale";
Quello della musica è un linguaggio proprio, che rappresenta un'opera creativa tutelata. Non sono incluse le opere che, pur attinenti alla musica, hanno carattere letterario o didattico, come ad esempio i trattati di musica e le opere di critica musicale. Sono al contrario protette le variazioni musicali, cioè quelle che derivano da un cambiamento o da uno sviluppo di tono o armonia che provengono da un tema di un altro autore (o dello stesso autore).
3) "Opere coreografiche e pantomimiche, dalle quali sia fissata la traccia per iscritto o altrimenti";
Si tratta delle "figure" di danza che ove assumano il carattere creativo siano considerate opere dell'ingegno e come tali protette. Le opere coreografiche, hanno un loro mezzo comune di espressione che è rappresentato dai gesti e dal movimento del corpo.
4) "Opere della scultura, della pittura, dell'arte del disegno, della incisione e delle arti figurative similari, compresa la scenografia";
Tra queste rientrano le opere che utilizzano strumenti figurativi come linee, colori e forme e si materializzano nel supporto che le incorpora formando un unicum che va sottoposto a tutela. In questo caso, non è possibile eliminare il collegamento tra la creazione intellettuale ed il suo supporto materiale, ponendo l'utilizzazione della creazione in stretto contatto con l'oggetto, direttamente forgiato dall'autore.
5) "I disegni e le opere dell'architettura";
In questo caso si fa riferimento a delle opere tradizionalmente considerate dell'ingegno. Il legislatore ha inteso individuare questa categoria autonoma, ponendo una distinzione tra quello che può essere considerata l'arte dell'architettura e l'arte tecnica del costruire. Le opere dell'architettura rientrano in maniere incontrovertibile nella categoria delle opere tutelate dal diritto d'autore.
6) "Opere dell'arte cinematografica, muta o sonora, sempreché non si tratti di semplice documentazione protetta ai sensi delle norme del Capo V del Titolo II";
Nell'opera cinematografica la legge sul diritto d'autore individua espressamente una serie di coautori che concorrono, ciascuno con il proprio contributo, alla creazione dell'opera. L'art. 44 LdA, con un incipit esplicativo, afferma che "Si considerano coautori dell'opera cinematografica l'autore del soggetto, l'autore della sceneggiatura, l'autore della musica ed il direttore artistico". In questo modo, la norma dimostra di individuare esattamente chi debba essere considerato coautore dell'opera cinematografica, escludendo tutta una serie di autori di contributi pur fondamentali per la realizzazione dell'opera stessa.
7) "Le opere fotografiche e quelle espresse con procedimento analogo a quello della fotografia sempre che non si tratti di semplice fotografia protetta ai sensi delle norme del Capo V del Titolo II";
L'art. 87 LdA della legge sul diritto d'autore indica che debbano intendersi per fotografie quelle "immagini di persone o di aspetti, elementi o fatti della vita naturale e sociale, ottenute col processo fotografico o con processo analogo, comprese le riproduzioni di opere dell'arte figurativa e i fotogrammi delle pellicole cinematografiche". Nel secondo comma, è però specificato che non sono comprese nella categoria le fotografie di scritti, documenti, carte d'affari, oggetti materiali e prodotti simili. In questo caso, infatti, è osservazione comune da parte della dottrina che si tratti di prodotti nei quali ogni intervento attivo del fotografo è limitato alla cura della chiarezza della riproduzione.
8) "I programmi per elaboratore, in qualsiasi forma espressi purché originali quale risultato di creazione intellettuale dell'autore. Restano esclusi dalla tutela accordata dalla presente legge le idee e i principi che stanno alla base di qualsiasi elemento di un programma, compresi quelli alla base delle sue interfacce. Il termine programma comprende anche il materiale preparatorio per la progettazione del programma stesso";
9) "Le banche di dati di cui al secondo comma dell'articolo 1, intese come raccolte di opere, dati o altri elementi indipendenti sistematicamente o metodicamente disposti ed individualmente accessibili mediante mezzi elettronici o in altro modo. La tutela delle banche di dati non si estende al loro contenuto e lascia impregiudicati diritti esistenti su tale contenuto."
10) "Le opere del disegno industriale che presentino di per sé carattere creativo e valore artistico."
L'elenco di opere presentato negli articoli è dettagliato e non specifica la rigidità con cui deve essere applicato. La maggior parte dei giuristi lo considera di carattere meramente esemplificativo e sostiene che la tutela possa essere estesa a opere nuove che non rientrano nei campi elencati. Un'altra parte individua nell'elenco un carattere tassativo e afferma che il diritto d'autore deve essere applicato solo se l'opera appartiene a uno dei campi specificati.
Questo dibattito riguarda quindi la proteggibilità di creazioni rese possibili dall'evoluzione dei mezzi di espressione e dallo sviluppo della tecnica: si pensi alla fotografia e alla cinematografia nel passato, o ai programmi per computer nei giorni nostri. Per queste tipologie di opere è spesso molto difficile individuare gli elementi tipici comuni alle opere indicate negli elenchi, ma la nozione di opera dell'ingegno è sufficientemente ampia ed elastica da poter tener conto delle evoluzioni. Nell'articolo 1 viene specificato “qualunque ne sia il modo o la forma di espressione”, che comprende qualsiasi mezzo di cui l'opera si avvalga, quindi anche mezzi espressivi nuovi.

## Altre opere
Al di fuori delle opere che il legislatore ha espressamente previsto nella legge sul diritto d'autore, esistono altri casi che sono stati ritenuti meritevoli di essere sottoposti alla disciplina del diritto d'autore ad opera della giurisprudenza.
1) “Un gioco o concorso a premi quando lo schema di esso, che ne costituisce la parte originale ed essenziale, riveli, attraverso la peculiarità e gli accorgimenti impiegati nella combinazione degli elementi essenziali, i segni caratteristici dello sforzo creativo” (App. Milano, 13 aprile 1951).
2) “Uno schema di trasmissione con elementi di originalità e creatività che caratterizzino la natura e lo svolgimento degli eventi” (Trib. Monza 26 maggio 1994).
3) Un giornale telematico destinato a comparire in un sito Internet (Trib. Bari 18 giugno 1998).
4) Le tesi di laurea, quale risultato creativo dell'attività del laureando (App. Perugia 22 febbraio 1995) e gli appunti di lezioni universitarie, distinte in argomenti (App. Perugia, 22 febbraio 1995).
5) Un programma televisivo (Pret. Torino 8 aprile 1987), e il materiale girato per la realizzazione di un programma televisivo e diretto a illustrare le fasi di preparazione de delle prove di un’opera lirica (Pret. Roma 20 luglio 1993)..
6) Un soggetto cinematografico che possiede sufficiente completezza (Pret. Roma 22 dicembre 1986).
7) Un'opera redazionale di acquisizione, elaborazione e commento di un'ordinanza ministeriale, corredata di tabelle per il calcolo dei punteggi e di schemi per la redazione dei concorsi (Cass. 2 dicembre 993, n. 11953)..
8) Un prontuario notarile corredato di note e richiami (App. Torino, 16 maggio 1944).
9) Schemi di registri per la contabilità IVA con richiami di disposizioni normative (Trib. Bari 17 giugno 1974).
10) Un ricettario gastronomico (Pret. Ferrara 9 giugno 1992, e Pret. Venezia 24 aprile 1969).
12) La pubblicità, ove connotata da caratteri di creatività (Trib. Bari 14 settembre 1999).

## Opere non tutelate
Come specificato dagli art. 3 e 4 LdA, sono tutelate anche le opere collettive e le elaborazioni creative.
Le opere creative, invece, non comprendono le interpretazioni o esecuzioni artistiche poiché non presentano un carattere creativo. Esse sono protette dai cosiddetti “diritti connessi al diritto d'autore”.
"I diritti connessi al diritto d’autore sono i diritti che la legge riconosce ad altri soggetti comunque collegati all’autore dell’opera. Si tratta degli artisti, interpreti o esecutori, dei produttori di supporti fonografici, dei produttori di opere cinematografiche o audiovisive, delle emittenti radiofoniche e televisive e così via. Sono coloro cioè che offrono l’opera alla fruizione del pubblico e sono anch’essi titolari di diritti patrimoniali e, in taluni casi, anche di diritti morali (artisti interpreti o esecutori)."
Tra le opere che non vengono tutelate, parlando di diritto d'autore, troviamo:
1) Raccolte di regole o prescrizioni tecniche.
2) Manifestazioni periodiche, anche se a contenuto artistico o culturale.
3) Un'opera che sia il risultato di un mero apporto di modifiche di carattere tecnico e redazionale ad un'opera letteraria incompiuta di altro autore.
4) Lo spettacolo sportivo.

## L'autore dell'opera dell'ingegno
È un principio fondamentale del diritto d'autore che il regime di tutela dell'opera derivi unicamente dall'atto creativo, considerato mero fatto, con la conseguenza che anche una persona giuridicamente incapace potrebbe acquistare la qualità di autore. L'acquisizione del diritto, pertanto, risulta condizionata solo del fatto della creazione dell'opera, senza che siano richieste ulteriori formalità e adempimenti, come il deposito dell'opera o la sua registrazione. Situazione diversa si ha nei sistemi brevettuali, dove l'acquisto del diritto sorge mediante brevettazione e/o registrazione. La legge sul diritto d'autore stabilisce una presunzione di paternità dell'opera attribuita a colui che rappresenta o che, al momento della sua pubblicazione o rappresentazione od esecuzione, è indicato nelle forme d'uso, come autore (art.8 LdA).
Chi è dunque il titolare nei seguenti casi particolari?
- Opere collettive: il titolare è colui che coordina l’attività di creazione;
- Opere cinematografiche: il titolare coincide con il produttore;
- Software o banche dati: il titolare è il datore di lavoro anche quando l’opera è stata realizzata dal dipendente nel quadro delle sue mansioni impartite dallo stesso datore di lavoro (articolo 12bis LdA);
- Opere di design: il titolare è il datore di lavoro se il disegno industriale è stato creato dal lavoratore dipendente nell'esercizio delle sue mansioni (articolo 12ter LdA);
- Opere create sotto il nome e a spese dello Stato, di province, di comuni o di enti privati che non perseguano scopi di lucro: i titolari sono le amministrazioni stesse (articolo 11 LdA). L’amministrazione delle regioni non è citata in quanto l’articolo fu scritto prima della loro istituzione, nel 1941.

## Collaborazione creativa
Nel caso in cui l'opera sia frutto della collaborazione di più persone si parla di collaborazione creativa. Ci sono diversi tipi di collaborazione:
- Opera semplice
- Opera complessa[17]

### Opera semplice
L'opera semplice è realizzata da più persone in modo tale che non siano scindibili i contributi delle diverse parti, ad esempio un libro scritto da due autori. In questo caso tutti i coautori sono titolari dei diritti sull'opera e ciascuno ha pari diritti a meno di avere un accordo scritto che afferma il contrario. All'opera semplice si applicano le norme sulla comunione. La comunione disciplinata nel codice civile stabilisce una serie di regole rispetto al modo in cui si utilizza l’opera, con alcune precisazioni contenute nell’art.10 LdA. La tutela dei diritti morali può essere esercitata da qualunque dei comunisti, ovvero i contitolari di diritti in comunione. Per esercitare i diritti patrimoniali d’autore, invece, ci vuole l’unanimità dei consensi dei comunisti. Qualsiasi nuova utilizzazione dell’opera, anche un'eventuale modifica, richiede l’accordo di tutti. "Tuttavia in caso di ingiustificato rifiuto di uno o più coautori può essere autorizzata dall'autorità giudiziaria alle condizioni da essa stabilite". (art.10 LdA) Ognuno ha pari diritti, a meno di accordi scritti preventivi che certifichino il contrario.

### Opera complessa (composta, collettiva e derivata)
L'opera complessa è a sua volta scomponibile in:
- Opera composta: un esempio di opera composta è una composizione musicale dove la melodia e le parole sono il frutto dell'attività creativa di due soggetti diversi. Le regole che si applicano all'opera complessa, sono la comunione (art.10 LdA[17]) e la separabilità delle parti (art.34.5 LdA):

"Ciascuno dei collaboratori ha diritto di utilizzare separatamente e indipendentemente la propria opera, salvo il disposto dei casi seguenti" (art. 34.5 LdA) 
- Opere collettive: l'opera collettiva è un'opera nata dalla collaborazione di più persone coordinata da qualcun altro (art.3 LdA)[13]. Un esempio tipico è il giornale: tanti giornalisti diversi collaborano alla stesura del giornale, ma sotto supervisione dell'editore, che è il direttore responsabile per conto del giornale. Il diritto di utilizzazione economica sull’opera collettiva spetta a chi coordina la creazione dell'opera stessa, ad esempio l'editore (art.7 LdA).[19]

"Nell'opera collettiva, salvo patto in contrario, il diritto di utilizzazione economica spetta all'editore dell'opera" (art.38 LdA)
Ogni singolo autore ha diritto ad usare indipendentemente il proprio contributo all’opera collettiva, con certi limiti, ma non nel quadro dell'opera collettiva.
Nello specifico:
1. se l'autore è senza vincoli contrattuali precedenti con la rivista/giornale, può disporre liberamente dei diritti per il suo articolo se non riceve notifica di accettazione entro 1 mese dall'invio o se non viene riprodotto/pubblicato entro 6 mesi dall'accettazione;
2. il redattore può ritardare la pubblicazione dell'articolo ma superati i 6 mesi dalla consegna, l'autore può comunque pubblicare l'articolo in volume, estratti ed altri periodici[21]

- Opere derivate o elaborazioni creative: sono opere modificate da una persona diversa dall'autore originale, che aggiunge a sua volta degli elementi creativi. Questa modalità di creazione di opere è molto diffusa ad esempio nell'informatica, nel caso del software libero. Si parla di software libero quando gli utenti sono liberi di modificare, migliorare e distribuire il software. In questo caso, l'elaboratore è riconosciuto come autore se le modifiche hanno carattere creativo, a patto di possedere i diritti sull’opera originaria (art. 4[22],7[23] e 18[24] LdA).[22]

#### Casi particolari
- Opera cinematografica: è un caso particolare di opera complessa, in quanto nasce dalla collaborazione di diversi autori contitolari dei diritti sull'opera stessa. Vi sono gli autori del soggetto, della sceneggiatura, della musica, il direttore artistico e il traduttore. Il produttore cinematografico è titolare dei diritti sull'opera cinematografica nei limiti dello sfruttamento cinematografico (art.45 LdA).[25] Inoltre, per l'opera cinematografica, oltre ai diritti d'autore, c'è un diritto connesso che spetta al produttore cinematografico (art.78-ter LdA).[26]
- Opera multimediale: si tratta di un prodotto che racchiude opere di generi diversi, tradizionalmente fruite attraverso media differenti. Può avere carattere di natura collettiva se c'è chi coordina la realizzazione dell'opera.[27] Tali opere assumono un ruolo di grande interesse nelle trattazioni di opere discendenti da apporti creativi di più persone, in quanto esse riescono grazie alla tecnologia digitale a riunire su uno stesso supporto opere di mezzi espressivi diversi, collegandole ed amalgamandole in modo da trattare e rappresentare un dato argomento secondo un progetto unitario. Essa pone un’ardua questione in termine di identificazione dell’autore.
- Programma per elaboratore o banca di dati (art.12-bis LdA[28]). Il datore di lavoro è il titolare esclusivo di utilizzazione economica del programma per elaboratore o della banca dati creati dal lavoratore dipendente nell'esecuzione delle sue mansioni o su istruzioni impartite dallo stesso autore di lavoro (a meno che un contratto non sancisca altro), il diritto morale dell'autore rimane comunque al creatore[28]
- Opera di Design (art.12-ter LdA[28]). Qualora un'opera di disegno industriale (o design) sia creata dal lavoratore dipendente nell'esercizio delle sue mansioni, il datore di lavoro è titolare dei diritti esclusivi di utilizzazione economica dell'opera, salvo contratto che sancisca diversamente.[28]
- Amministrazione dello stato, province e comuni (art.11 LdA[29]). Alle amministrazioni dello stato, alle province ed ai comuni spetta il diritto d'autore sulle opere create e pubblicate sotto il loro nome ed a loro conto e spese.[29] Lo stesso diritto spetta agli enti privati che non perseguano scopi di lucro, nonché alle accademie ed agli altri enti pubblici culturali (art. 29 LdA[30]). Tutti i diritti di utilizzazione economica che vengono trattati nell'articolo 11, durano 20 anni, quelli morali durano in eterno.[30]
- Lavoratori autonomi o indipendenti. I diritti di sfruttamento economico sono trasferibili solo tramite contratto, altrimenti no. Ad esempio, il sito internet realizzato per un'azienda può essere utilizzato, ma non modificato o riutilizzato da altre filiali a meno che non venga definito dal contratto. Inoltre c'è la facoltà di correggere gli errori.[31]
- Pubblicazione anonima o con pseudonimo non riconosciuto. I diritti di utilizzazione economica durano fino a 70 anni dalla prima pubblicazione. Nel momento in cui c'è la rivelazione dell'autore (prima dei 70 anni dalla prima pubblicazione) ed è fatta in certe forme, torna in vigore il criterio fino al 70 esimo anno dopo la morte dell'autore. Possono rivelare gli autore anche gli eredi (art.27 LdA).[32]

Il diritto d'autore comincia dalla creazione dell'opera: quando è manifestata (scritta o anche solo esposta pubblicamente, o filmata) eccetto casi particolari in cui devono essere fissate (es. coreografia delle opere coreografiche e pantomimiche). La convenzione di Berna non richiede nessuna registrazione dell'opera per il diritto d'autore.
(Art. 38, 39).